# World Series of Poker
World Series of Poker (skraćeno WSOP) je serija poker turnira koja se odvija svake godine u Las Vegasu. Prvi WSOP bio održao je Benny Binion 1970. godine pozvavši šest najboljih igrača pokera u svijetu u svoj Horseshoe Casino. World Series of Poker danas se sastoji od 55 turnira s različitim cijenama ulaza ("buy-in") te u različitim vrstama pokera (uglavnom Texas Hold'em, no zastupljeni su i Omaha Hold'em, 5 Card Draw, Razz, Lowball, HORSE, ...). Najpoznatiji je "Main Event", glavni turnir, čija ulaznica stoji $10.000, i koji privlači tisuće igrača cijelog svijeta, a čiji se posljednji stol redovno prenosi na televiziji. "Main Event" je do danas najviše igrača privukao 2006. godine (8 773 igrača), a tadašnji pobjednik Jamie Gold odnio je nagradu od 12 milijuna dolara. Najskuplji turnir je turnir u HORSE-u s ulaznicom od 50.000 dolara, no za 2012. godinu najavljen je i turnir s ulaznicom od 1 milijuna dolara koji sponzorira fondaciju One Drop američkog filantropa i pokeraškog amatera Guya Lalibertéa.

## Vanjske poveznice
- Službena stranica  Arhivirana inačica izvorne stranice od 30. listopada 2009. (Wayback Machine)
- Povvijest i rezultati WSOP-a  Arhivirana inačica izvorne stranice od 1. listopada 2009. (Wayback Machine)
- World Series of Poker  Arhivirana inačica izvorne stranice od 7. srpnja 2009. (Wayback Machine), Yahoo